# 中根猛
中根 猛（なかね たけし、1949年（昭和24年）6月24日 - 2022年10月12日）は、日本の元外交官。在ウィーン国際機関日本政府代表部大使、ドイツ駐箚特命全権大使、外務省参与、日本電産株式会社社外取締役（監査等委員）などを歴任した。位階は従三位。

## 経歴・人物

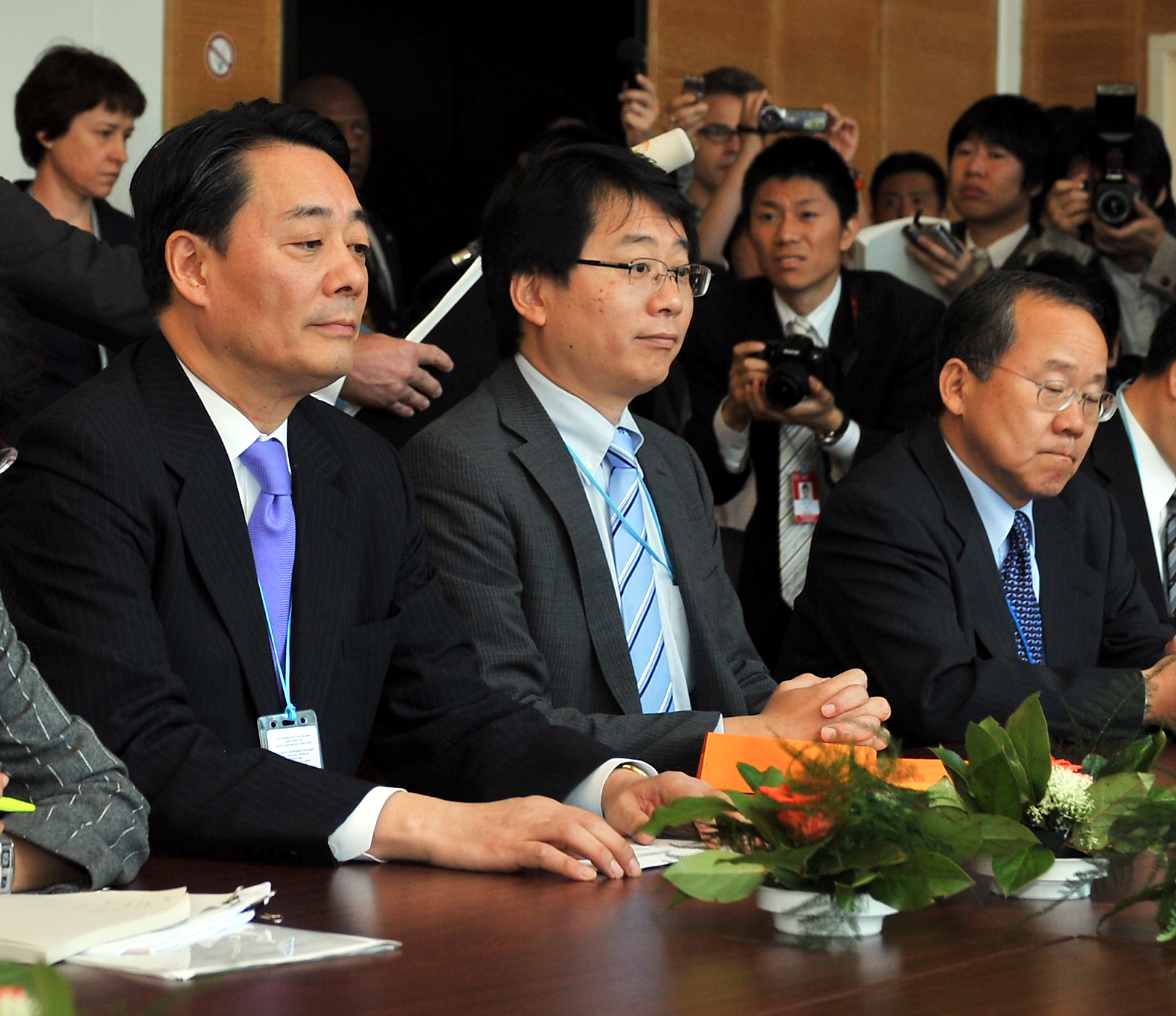
2011年6月20日、経済産業大臣海江田万里（左）、外務大臣政務官山花郁夫（中央）と

- 1974年（昭和49年）京都大学法学部卒業、外務省入省[2]
- 1985年（昭和60年） 駐西独大使館一等書記官
- 1987年（昭和62年） 駐ジュネーヴ国際機関日本政府代表部参事官
- 1992年（平成4年） 国際連合局軍縮課長
- 1994年（平成6年） 大臣官房国際報道課長
- 1996年（平成8年） 大臣官房在外公館課長
- 1998年（平成10年） 駐韓国公使
- 2000年（平成12年） ミュンヘン総領事
- 2002年（平成14年） 大臣官房審議官
- 2005年（平成17年） 総合外交政策局軍縮不拡散・科学部長、大使[2]
- 2009年（平成21年） 在ウィーン国際機関日本政府代表部大使
- 2012年（平成24年） 駐ドイツ大使
- 2016年（平成28年）
  - 1月 - 外務省退官[1]
  - 2月 - 外務省参与（現任）[1]
  - 同年 - 東日本旅客鉄道顧問[3]
- 2018年（平成30年）3月 - 学校法人京都学園（現：学校法人永守学園）理事[1]
- 2019年（令和元年）6月 - 日本電産株式会社社外監査役[1]
- 2020年（令和02年）6月 - 同社社外取締役（監査等委員）（現任）[1]
- 2022年10月12日 - 不慮の事故により死去[4]。73歳没。死没日付をもって従三位に叙され、瑞宝中綬章を追贈された[5]。

## 同期
- 佐々江賢一郎（12年駐米大使・10年外務事務次官・08年政務担当外務審議官）
- 林景一（11年駐英大使・08年内閣官房副長官補・08年駐アイルランド大使）
- 小田部陽一（11年ジュネーブ国際機関政府代表部大使・08年経済担当外務審議官）
- 吉川元偉（13年国連大使・10年OECD大使・09年アフガニスタン・パキスタン支援担当大使・06年駐スペイン大使）
- 高松明（11年駐スロバキア大使・科学技術振興機構理事・06年駐キューバ大使）
- 石田仁宏（08年駐アルゼンチン大使・05年駐ペルー大使・72年語学研修員採用、74年外務省公務員採用上級試験に合格して再入省）
- 四宮信隆（10年駐ポルトガル大使・07年駐ドミニカ共和国大使）
- 原田親仁（16年日露関係担当大使・11年駐露大使・08年駐チェコ大使）
- 目賀田周一郎（11年駐メキシコ大使・08年駐ペルー大使）
- 卜部敏直（11年駐フィリピン大使・07年駐アイルランド大使）
- 遠藤茂（09年駐サウジアラビア大使・07年駐チュニジア大使）
- 多賀敏行（12年駐ラトビア大使･09年駐チュニジア大使）
- 斉藤隆志（10年駐ミャンマー大使・06年駐セネガル大使）
- 城田安紀夫（10年駐ノルウェー大使・07年駐イラン大使・04年イラク復興支援等調整担当大使・01年駐カタール大使）
- 山本忠通（12年駐ハンガリー大使・10年アフガニスタン・パキスタン支援担当大使・08年ユネスコ日本政府代表部大使）
- 山中誠（11年駐ポーランド大使・10年科学技術担当大使・07年駐シンガポール大使）
- 佐藤重和（12年駐タイ王国大使・10年駐オーストラリア大使）
- 黒木雅文（13年駐セルビア大使・09年駐カンボジア大使）
- 西ヶ廣渉（14年宮内庁宮務主管・12年駐ルクセンブルク大使・09年駐リビア大使）
- 吉澤裕（12年駐南アフリカ共和国大使・08年駐フィジー大使）
- 貞岡義幸（10年駐パラオ大使）
- 寒川富士夫（10年駐マラウイ大使）
- 沼田幹男（12年駐ミャンマー大使・11年外務省領事局長）
- 白石和子（12年駐リトアニア大使）
- 高橋二雄（13年駐アゼルバイジャン大使）
- 小池孝行（13年駐キルギス大使）
- 中北徹（07年アジア・ゲートウェイ戦略会議座長代理）